# Günther Stoll
Günther Stoll (* 18. August 1924 in Duisburg; † 10. Januar 1977 in Gelsenkirchen) war ein deutscher Schauspieler der 1960er und 1970er Jahre.

## Biografie
Als Soldat im Zweiten Weltkrieg geriet er in britische Kriegsgefangenschaft, aus der er erst im Jahre 1948 entlassen wurde, und begann sogleich eine erfolglose Karriere am Theater Regensburg. Dann schlug er sich bis 1954 in diversen Jobs durch, z. B. als Fußballtrainer. 1954 ging er nach Nürnberg ans dortige Theater, wo er bis 1957 blieb. Es folgten Stationen in Aachen, Bremen und Hamburg, wo er zeitgleich seine Tätigkeit beim Fernsehen begann und schließlich 1966 mit dem Francis Durbridge Straßenfeger Melissa bundesweit bekannt wurde. Zwischen 1966 und 1972 spielte er in vier der späteren, in Farbe gedrehten Edgar-Wallace-Filme. Seine letzte bekannte Rolle war Mitte der 1970er Jahre die des mürrischen Kriminalbeamten Schröder in der Serie Derrick, die er regelmäßig bis zu seinem frühen Tod spielte.
Im Juni 1967 starben innerhalb weniger Stunden seine Mutter an Herzembolie und sein 15-jähriger Sohn Alois aus erster Ehe durch einen Mopedunfall. Von Februar 1971 bis zu seinem Tod im Januar 1977 war er, in vierter Ehe, mit der ungarischen Schlagersängerin Edina Pop verheiratet. Beigesetzt wurde er im Familiengrab auf dem alten Friedhof von Zeitlarn bei Regensburg.

## Filmografie

### Film
- 1957: Liebe, wie die Frau sie wünscht
- 1965: Epitafios gia ehthrous kai filous
- 1966: Maigret und sein größter Fall
- 1966: Der Bucklige von Soho
- 1967: Agent 3S3 setzt alles auf eine Karte (Omicidio per appuntamento)
- 1967: Die letzte Rechnung zahlst du selbst (Al di là della legge)
- 1968: Straßenbekanntschaften auf St. Pauli
- 1968: Van de Velde: Die vollkommene Ehe
- 1968: Funkstreife XY – ich pfeif’ auf mein Leben
- 1968: Die große Treibjagd (L'ultimo mercenario)
- 1969: Mattanza – ein Liebestraum
- 1969: Die Folterkammer des Dr. Fu Man Chu (The Castle of Fu Manchu)
- 1969: Das Gesicht im Dunkeln (A doppia faccia)
- 1970: Der Pfarrer von St. Pauli
- 1971: Das Messer (Una farfalle con le ali insanguinate)
- 1971: Sabata kehrt zurück (È tornato Sabata… hai chiuso un'altra volta)
- 1971: Die Tote aus der Themse
- 1972: Das Geheimnis der grünen Stecknadel (Cosa avete fatto a Solange?)
- 1975: Das Amulett des Todes
- 1976: To agristi

### Fernsehen
- 1962: Das Fernsehgericht tagt (TV-Serie)
- 1962: Stahlnetz: Spur 211 (TV-Serie)
- 1963: Dame Kobold (TV)
- 1963: Hafenpolizei – Die Falschmünzer  (TV-Serie)
- 1964: Stahlnetz: Rehe (TV-Serie)
- 1965: Stahlnetz: Nacht zum Ostersonntag  (TV-Serie)
- 1966: Melissa (Durbridge-Dreiteiler)
- 1967: Dem Täter auf der Spur – Am Rande der Manege (TV-Serie)
- 1967: Dem Täter auf der Spur – 10 Kisten Whisky (TV-Serie)
- 1968: Der Staudamm (TV-Serie)
- 1969: Graf Yoster gibt sich die Ehre – Motive (TV-Serie)
- 1972: Der Kommissar – Traum eines Wahnsinnigen (TV-Serie)
- 1972: Tatort: Kressin und der Mann mit dem gelben Koffer (TV-Serie)
- 1972: Pinocchio (Le avventure di Pinocchio) (Fernseh-Miniserie)
- 1973: Der Kommissar – Der Geigenspieler (TV-Serie)
- 1973: Ein Fall für Männdli – Madonna mit Mantel (TV-Serie)
- 1973: Tatort: Weißblaue Turnschuhe (TV-Serie)
- 1974: Okay S.I.R. – Der Tizianclub
- 1974: Motiv Liebe – Öl ins Feuer (TV-Serie)
- 1974: Der Kommissar – Sein letzter Coup (TV-Serie)
- 1975–1977: Derrick – 19 Episoden (TV-Serie)
- 1975: Sergeant Berry (TV-Serie)
- 1975: Eurogang – Blüten für Frankfurt
- 1976: Tatort: Zwei Leben
- 1976: Lobster – Stirb! (TV-Serie)
- 1976: Unter einem Dach (TV-Serie)
- 1977: Ein Mann kam im August (TV-Serie)
- 1977: Es muß nicht immer Kaviar sein – 4 Folgen (TV-Serie)